# Championnat de Suisse de rugby à XV 2014-2015
Navigation
Ligue nationale A 2013-2014 Ligue nationale A 2015-2016
Le championnat de Suisse de rugby à XV 2014-2015 appelé Ligue nationale A 2014-2015 est une compétition de rugby à XV qui oppose les dix meilleurs des clubs suisses. La compétition commence le 30 août 2014 et se termine par une finale le 6 juin 2015.
Le championnat se déroule en deux temps : une première phase dite régulière en match aller-retour où toutes les équipes se rencontrent deux fois et une phase finale à élimination directe. Les six premières équipes du classement à l'issue de la phase régulière sont qualifiées pour les playoffs. Les deux premières équipes du classement sont directement qualifiées pour les demi-finales alors que les équipes classées de la troisième à la sixième place s'affrontent en barrage pour l'attribution des deux places restantes dans le dernier carré. L'équipe classée 9e dispute un match de "promotion Ligue A/ relégation B" contre le 2e de la Ligue nationale B.

## Les clubs de l'édition 2014-2015
Les 10 équipes de la Ligue nationale A sont :
| Avusy Bâle Meyrin Plan-les-Ouates Hermance Nyon Lausanne Lugano Yverdon Zurich |

| Équipe        | Stade                                     | Capacité | Ville             |
| ------------- | ----------------------------------------- | -------- | ----------------- |
| RC Avusy      | Complexe sportif d'Athenaz                |          | Avusy             |
| RFC Basel     | Pruntrutermatte                           |          | Bâle              |
| RC CMSG       | Stade Lucien-Vejux-de-Saint-Genis-Pouilly |          | Meyrin            |
| RC Genève PLO | Stade des Cherpines                       |          | Plan-les-Ouates   |
| Hermance RRC  | Stade Marius Berthet                      |          | Chens-sur-Léman   |
| Lausanne UC   | Centre sportif Dorigny                    |          | Lausanne          |
| Rugby Lugano  | Campo di Muzzano                          |          | Lugano            |
| Nyon RC       | Stade de Colovray                         |          | Nyon              |
| RC Yverdon    | Terrain des Vuagères                      |          | Yverdon-les-Bains |
| GC Zurich     | Sportplatz Allmend-Brunau                 |          | Zurich            |

## Résumé des résultats

### Classement de la phase régulière
| Rang | Club           | J  | V  | N | D  | Bo | Bd | Pm  | Pe  | Diff | Pts |
| ---- | -------------- | -- | -- | - | -- | -- | -- | --- | --- | ---- | --- |
| 1    | Hermance RRC   | 18 | 15 | 0 | 3  | 12 | 0  | 696 | 156 | +540 | 72  |
| 2    | RC Genève PLO  | 18 | 14 | 0 | 4  | 13 | 0  | 495 | 185 | +310 | 69  |
| 3    | Rugby Lugano   | 18 | 13 | 0 | 5  | 9  | 0  | 451 | 252 | +199 | 61  |
| 4    | Nyon RC        | 18 | 12 | 0 | 6  | 11 | 0  | 499 | 267 | +232 | 59  |
| 5    | Lausanne UC    | 18 | 10 | 2 | 6  | 7  | 0  | 354 | 247 | +107 | 51  |
| 6    | GC Zurich (T)  | 18 | 8  | 2 | 8  | 8  | 0  | 381 | 355 | +26  | 44  |
| 7    | RC Avusy       | 18 | 7  | 1 | 10 | 4  | 0  | 308 | 385 | -77  | 34  |
| 8    | RC CMSG        | 18 | 5  | 0 | 13 | 3  | 0  | 221 | 639 | -418 | 23  |
| 9    | RFC Basel      | 18 | 3  | 1 | 14 | 4  | 0  | 230 | 609 | -379 | 18  |
| 10   | RC Yverdon (P) | 18 | 0  | 0 | 18 | 0  | 0  | 0   | 540 | -540 | 0¹  |

¹Yverdon est forfait pour toute la saison : les autres équipes ont match gagné par 30 à 0.
|  | Qualifiés pour les demi-finales (no 1, no 2, no 3, no 4). |
|  | Barrage contre le 2e de la Ligue nationale B (no 9).      |
|  | Relégué (no 10).                                          |
|  | T : tenant du titre 2014, P : promu 2014                  |

Attribution des points : victoire sur tapis vert : 5, victoire : 4, match nul : 2, défaite : 0, forfait : -2 ; plus les bonus (offensif : 4 essais marqués ; défensif : défaite par 7 points d'écart ou moins).
Règles de classement : 1 nombre de points terrains ; 2 plus petit nombre de cartons rouges ; 3 différence de points dans les matchs entre équipes concernées ; 4 nombre d'essais ; 5 tirage au sort.

### Phase finale
Les deux premiers de la phase régulière sont directement qualifiés pour les demi-finales. En matchs de barrage pour attribuer les deux autres places, le troisième reçoit le sixième et le quatrième reçoit le cinquième. Les vainqueurs affrontent respectivement le deuxième et le premier.
|  | Demi-finales      | Demi-finales  |              |    | Finale      | Finale      |
|  | Demi-finales      | Demi-finales  |              |    | Finale      | Finale      |
|  |                   |               |              |    |             |             |
|  | 30 mai 2015       | 30 mai 2015   |              |    | 6 juin 2015 | 6 juin 2015 |
|  | 30 mai 2015       | 30 mai 2015   |              |    | 6 juin 2015 | 6 juin 2015 |
|  | [1] Hermance RRC  | 23            |              |    | 6 juin 2015 | 6 juin 2015 |
|  | [1] Hermance RRC  | 23            |              |    | 6 juin 2015 | 6 juin 2015 |
|  | [4] Nyon RC       | 17            |              |    | 6 juin 2015 | 6 juin 2015 |
|  | [4] Nyon RC       | 17            | Hermance RRC | 28 |             |             |
|  | 30 mai 2015       |               | Hermance RRC | 28 |             |             |
|  |                   | RC Genève PLO | 31           |    |             |             |
|  | [2] RC Genève PLO | RC Genève PLO | 31           | 36 |             |             |
|  | [2] RC Genève PLO |               |              | 36 |             |             |
|  | [3] Rugby Lugano  | 19            |              |    |             |             |
|  | [3] Rugby Lugano  | 19            |              |    |             |             |

### Barrage de relégation
|  |  | – |
|  |  |   |
|  |  |   |

## Résultats détaillés

### Phase régulière

#### Tableau synthétique des résultats
L'équipe qui reçoit est indiquée dans la colonne de gauche.
| Clubs         | AVU   | BAS   | CMS   | GEN   | HER   | LAU   | LUG   | NYO   | YVE  | ZUR   |
| ------------- | ----- | ----- | ----- | ----- | ----- | ----- | ----- | ----- | ---- | ----- |
| RC Avusy      |       | 31-12 | 28-6  | 0-39  | 3-43  | 21-24 | 5-30  | 20-31 | 30-0 | 36-14 |
| RFC Basel     | 11-13 |       | 12-10 | 0-30  | 17-37 | 10-10 | 10-23 | 3-46  | 30-0 | 10-17 |
| RC CMSG       | 3-52  | 35-31 |       | 8-28  | 0-90  | 7-48  | 9-20  | 3-50  | 30-0 | 35-32 |
| RC Genève PLO | 29-10 | 77-0  | 43-0  |       | 21-3  | 31-13 | 26-15 | 24-20 | 30-0 | 29-20 |
| Hermance RRC  | 29-11 | 106-3 | 84-7  | 15-27 |       | 46-6  | 32-9  | 24-10 | 30-0 | 35-7  |
| Lausanne UC   | 23-0  | 27-12 | 5-17  | 19-6  | 13-6  |       | 21-23 | 19-6  | 30-0 | 24-12 |
| Rugby Lugano  | 62-10 | 46-10 | 20-9  | 17-3  | 15-32 | 14-8  |       | 19-15 | 30-0 | 33-8  |
| Nyon RC       | 29-8  | 64-12 | 38-16 | 8-31  | 26-20 | 16-14 | 34-7  |       | 30-0 | 35-16 |
| RC Yverdon    | 0-30  | 0-30  | 0-30  | 0-30  | 0-30  | 0-30  | 0-30  | 0-30  |      | 0-30  |
| GC Zurich     | 0-0   | 37-17 | 48-5  | 22-18 | 8-19  | 20-20 | 29-28 | 31-11 | 30-0 |       |

|  | Victoire à domicile |  | Match nul |  | Défaite à domicile |

### Phase finale

#### Demi-finales
| 30 mai 2015 | Hermance RRC | 23 - 17 | Nyon RC |  |
| 30 mai 2015 |              |         |         |  |
| 30 mai 2015 |              |         |         |  |

| 30 mai 2015 | RC Genève PLO | 26 - 19 | Rugby Lugano |  |
| 30 mai 2015 |               |         |              |  |
| 30 mai 2015 |               |         |              |  |

#### Finale
| 6 juin 2015 | Hermance RRC | 28 - 31 (AP) | RC Genève PLO | Stade Marius Berthet, Chens-sur-Léman 500 spectateurs Arbitre : M. Benoît |
| 6 juin 2015 | Essai(s) : Gangath-Samba (107e) Transformation(s) : Kriegel (107e) Pénalité(s) : Kriegel (23e, 37e, 40e, 55e, 69e, 83e) Drop(s) : Kriegel (18e) |              | Essai(s) : Maître (64e), G. Hirsch (80e), Dairain (101e) Transformation(s) : G. Hirsch (80e, 101e) Pénalité(s) : S. Hirsch (6e), G. Hirsch (34e, 42e, 84e) | Stade Marius Berthet, Chens-sur-Léman 500 spectateurs Arbitre : M. Benoît |
| 6 juin 2015 | |              | | Stade Marius Berthet, Chens-sur-Léman 500 spectateurs Arbitre : M. Benoît |